# Battle Creek Executive Airport

i7
i11
i13
Der Battle Creek Executive Airport at Kellogg Field (ehemals W. K. Kellogg Regional Airport, IATA-Code: BTL, ICAO-Code: KBTL) ist ein öffentlicher Flugplatz mit ziviler und militärischer Nutzung im US-Bundesstaat Michigan. Er liegt am Highway M-96 in der Nähe der Interstate 94, sechs Kilometer westlich der Stadt Battle Creek im Calhoun County. Nach dem National Plan of Integrated Airport Systems für 2019 bis 2023 der FAA ist er als Regionalflughafen der Allgemeinen Luftfahrt kategorisiert. Neben der Allgemeinen Luftfahrt wird der Platz auch für Fracht- und Geschäftsflüge genutzt. Er ist Basis des College of Aviation der Western Michigan University, von Duncan Aviation, der WACO Classic Aircraft, der SEMCO Energy Gas Company und anderer Unternehmen der Luftfahrtindustrie. Des Weiteren ist er Veranstaltungsort der jährlichen Flugschau Battle Creek Field of Flight Air Show and Balloon Festival. Ein Teil des Platzes wird unter dem Namen Battle Creek Air National Guard Base vom 110ten Geschwader der Michigan Air National Guard genutzt, das zum Air Combat Command gehört.

## Geschichte
Während des Zweiten Weltkriegs wurde der Flugplatz von den United States Army Air Forces genutzt.
Im Mai 2010 begann der Bau einer neuen Start- und Landebahn mit einer Länge von 1250 Metern und einer Breite von 23 Metern parallel zur bereits existierenden Bahn 5/23. Die neue Bahn erhielt die Bezeichnung 5R/23L und wurde am 7. Juli 2011 in Betrieb genommen.